# Lois adoptées sous la XVIIe législature de la Cinquième République française
 (mars 2025).
Motif : Sorte de liste qui relève probablement plus du TI - des sources secondaires centrées qui analysent l'ensemble des lois adoptées sont nécessaires...
- Archive Wikiwix
- Bing
- Cairn
- DuckDuckGo
- E. Universalis
- Gallica
- Google
- G. Books
- G. News
- G. Scholar
- Persée
- Qwant
- (zh) Baidu
- (ru) Yandex
- (wd) trouver des œuvres sur Wikidata

| 1. | Préciser le motif de la pose du bandeau. | Précisez le motif de la pose du bandeau en utilisant la syntaxe suivante : {{admissibilité à vérifier\|date=août 2025\|motif=remplacez ce texte par le motif}}                                                                                    |
| 2. | Informer les utilisateurs concernés.     | Pensez à avertir le créateur de l'article, par exemple, en insérant le code ci-dessous sur sa page de discussion : {{subst:avertissement admissibilité à vérifier\|Lois adoptées sous la XVIIe législature de la Cinquième République française}} |

 (mars 2025).
- Si vous ne connaissez pas le sujet, laissez ce bandeau (vous pouvez alors contacter les auteurs).
- Si vous supprimez le contenu mis en cause (vous pouvez préalablement contacter les auteurs),

argumentez précisément cette suppression dans la page de discussion
(un manque de référence n'est pas un argument ; une recherche réelle de référence doit avoir été effectuée, être formellement documentée).
Cet article recense les lois adoptées sous la XVIIe législature de la Cinquième République française. Sous cette législature, Emmanuel Macron est président de la République et Gabriel Attal puis Michel Barnier et François Bayrou sont Premiers ministres.

## Liste

### 2024
| Numérotation | Titre | Proposant | Date de promulgation |
| ------------ | --- | --- | -------------------- |
| 1            | Visant à prévenir les ingérences étrangères en France | AN : Sacha Houlié (EPR) et 158 députés du groupe EPR                                                               | 25 juillet 2024      |
| 2            | Autorisant l’approbation de l’accord entre le Gouvernement de la République française et le Gouvernement de l’Etat indépendant de Papouasie-Nouvelle-Guinée relatif à la coopération en matière de défense et au statut des forces                            | Gouv. : ministre de l'Europe et des Affaires étrangères                                                            | 13 novembre 2024     |
| 3            | Autorisant la ratification de l’accord se rapportant à la convention des Nations unies sur le droit de la mer et portant sur la conservation et l’utilisation durable de la diversité biologique marine des zones ne relevant pas de la juridiction nationale | Gouv. : ministre de l'Europe et des Affaires étrangères                                                            | 13 novembre 2024     |
| 4            | Visant à reporter le renouvellement général des membres du congrès et des assemblées de province de la Nouvelle-Calédonie | Sénat : Patrick Kanner (SER) et 63 sénateurs                                                                       | 15 novembre 2024     |
| 5            | Visant à poursuivre l’expérimentation relative au travail à temps partagé aux fins d’employabilité | AN : Nicolas Turquois (DEM) et 50 députés du groupe DEM                                                            | 15 novembre 2024     |
| 6            | Visant à améliorer le repérage et l’accompagnement des personnes présentant des troubles du neuro-développement et à favoriser le répit des proches aidants                                                                                                   | Sénat : Jocelyne Guidez (UC) et 110 sénateurs                                                                      | 15 novembre 2024     |
| 7            | Visant à renforcer les outils de régulation des meublés de tourisme à l'échelle locale | AN : Annaïg Le Meur (EPR) et 220 députés des groupes EPR, SOC et HOR                                               | 19 novembre 2024     |
| 8            | Visant à sécuriser le mécanisme de purge des nullités | Sénat : François-Noël Buffet (REP) et 13 sénateurs                                                                 | 26 novembre 2024     |
| 9            | De finances de fin de gestion pour 2024 | Gouv. : ministre de l’Économie, des Finances et de l'Industrie et ministre chargé du Budget et des Comptes publics | 6 décembre 2024      |
| 10           | Portant réforme du financement de l'audiovisuel public | Sénat : Cédric Vial (App. REP) et 63 sénateurs                                                                     | 13 décembre 2024     |
| 11           | Spéciale prévue par l’article 45 de la loi organique du 1er août 2001 relative aux lois de finances | Gouv. : ministre de l’Économie, des Finances et de l'Industrie et ministre chargé du Budget et des Comptes publics | 20 décembre 2024     |

### 2025
| Numérotation | Titre | Proposant | Date de promulgation |
| ------------ | --- | --- | -------------------- |
| 12           | Visant à prolonger la dérogation d'usage des titres restaurant pour tout produit alimentaire | AN : Anne-Laure Blin (DR) et 2 députés du groupe DR                                                                | 21 janvier 2025      |
| 13           | Relative à l'instauration d'un nombre minimum de soignants par patient hospitalisé | Sénat : Bernard Jomier (SER) et sénateurs                                                                          | 29 janvier 2025      |
| 14           | Visant à améliorer la prise en charge des soins et dispositifs spécifiques au traitement du cancer du sein par l'assurance maladie                                                                 | AN : Fabien Roussel (GDR) et 21 députés du groupe GDR                                                              | 5 février 2025       |
| 15           | Visant à proroger la loi n° 2017-285 du 6 mars 2017 relative à l'assainissement cadastral et à la résorption du désordre de la propriété                                                           | Sénat : Jean-Jacques Panunzi (App. REP) et sénateurs                                                               | 7 février 2025       |
| 16           | De finances pour 2025 | Gouv. : ministre de l’Économie, des Finances et de l'Industrie et ministre chargé du Budget et des Comptes publics | 14 février 2025      |
| 17           | Visant à permettre l'élection du maire d'une commune nouvelle en cas de conseil municipal incomplet                                                                                                | Sénat : Annick Billon (UC) et sénateurs                                                                            | 14 février 2025      |
| 18           | Visant à adapter le fonctionnement des instances de gouvernance des chambres d'agriculture et de la mutualité sociale agricole                                                                     | AN : Nicole Le Peih (EPR) et 19 députés des groupes EPR, HOR, LIOT, Dem et UDR                                     | 15 février 2025      |
| 19           | Pour améliorer la prise en charge de la sclérose latérale amyotrophique et d'autres maladies évolutives graves                                                                                     | Sénat : Gilbert Bouchet (REP) et sénateurs                                                                         | 17 février 2025      |
| 20           | Visant à interdire les dispositifs électroniques de vapotage à usage unique | AN : Francesca Pasquini (ECO) et 155 députés des groupes RE, LFI, DEM, ECO, HOR, SOC, LIOT, GDR                    | 24 février 2025      |
| 21           | D'urgence pour Mayotte | Gouv. : ministre des Outre-mer                                                                                     | 24 février 2025      |
| 22           | Visant à protéger la population des risques liés aux substances perfluoroalkylées et polyfluoroalkylées                                                                                            | AN : Nicolas Thierry (ECO) et 21 députés du groupe ECO                                                             | 27 février 2025      |
| 23           | De financement de la sécurité sociale pour 2025 | Gouv. : ministre de la Santé et de l'Accès aux soins et ministre chargé du Budget et des Comptes publics           | 28 février 2025      |
| 24           | Visant à endiguer la prolifération du frelon asiatique et à préserver la filière apicole | Sénat : Michel Masset et sénateurs                                                                                 | 14 mars 2025         |
| 25           | D'orientation pour la souveraineté alimentaire et le renouvellement des générations en agriculture                                                                                                 | Gouv : ministre de l’agriculture et de la souveraineté alimentaire                                                 | 24 mars 2025         |
| 26           | Visant à proroger le dispositif d'expérimentation favorisant l'égalité des chances pour l'accès à certaines écoles de service public                                                               | AN : Florence Herouin-Léautey (SOC) et 53 députés des groupes SOC, ECO, GDR, DEM, EPR, LFI et LIOT                 | 24 mars 2025         |
| 27           | Visant à assouplir la gestion des compétences « eau » et « assainissement » | Sénat : Jean-Michel Arnaud (UC) et sénateurs                                                                       | 11 avril 2025        |
| 28           | Visant à convertir des centrales à charbon vers des combustibles moins émetteurs en dioxyde de carbone pour permettre une transition écologique plus juste socialement                             | Sénat : Khalifé Khalifé (App. REP) et sénateurs                                                                    | 14 avril 2025        |
| 29           | Visant à renforcer la stabilité économique et la compétitivité du secteur agroalimentaire | AN : Stéphane Travert (EPR) et Julien Dive (DR)                                                                    | 14 avril 2025        |
| 30           | Visant à améliorer le traitement des maladies affectant les cultures végétales à l'aide d'aéronefs télépilotés                                                                                     | AN : Jean-Luc Fugit (EPR) et 90 députés du groupe EPR                                                              | 23 avril 2025        |
| 31           | Relative au renforcement de la sûreté dans les transports | Sénat : Philippe Tabarot (REP) et sénateurs                                                                        | 28 avril 2025        |
| 32           | Portant diverses dispositions d'adaptation au droit de l'Union européenne en matière économique, financière, environnementale, énergétique, de transport, de santé et de circulation des personnes | Gouv : ministre de l’économie, des finances et de l’industrie                                                      | 30 avril 2025        |
| 33           | Visant à renforcer les conditions d'accès à la nationalité française à Mayotte | AN : Philippe Gosselin (DR) et 40 députés du groupe DR                                                             | 12 mai 2025          |
| 34           | Visant à réduire et à encadrer les frais bancaires sur succession | AN : Christine Pirès Beaune (SOC) et 30 députés du groupe SOC                                                      | 13 mai 2025          |
| 35           | Loi visant à harmoniser le mode de scrutin aux élections municipales afin de garantir la vitalité démocratique, la cohésion municipale et la parité                                                | AN : Élodie Jacquier-Laforge (DEM) et 48 députés du groupe DEM                                                     | 21 mai 2025          |
| 36           | Loi organique visant à harmoniser le mode de scrutin aux élections municipales afin de garantir la vitalité démocratique, la cohésion municipale et la parité                                      | Sénat : Nadine Bellurot (REP), Éric Kerrouche (SER), Sonia de La Provôté (UC), Didier Rambaud (RDPI) et sénateurs  | 21 mai 2025          |
| 37           | Relative au transfert à l'Etat des personnels enseignants de l'enseignement du premier degré dans les îles Wallis et Futuna                                                                        | Gouv : ministre de l'éducation nationale, de l'enseignement supérieur et de la recherche et ministre des Outre-mer | 2 juin 2025          |
| 38           | Visant à sortir la France du piège du narcotrafic | Sénat : Étienne Blanc (REP) et Jérôme Durain (SER)                                                                 | 13 juin 2025         |
| 39           | Instaurant des réponses adaptées et proportionnées pour prévenir notamment le développement des vignes non cultivées                                                                               | AN : Hubert Ott (DEM)                                                                                              | 13 juin 2025         |
| 40           | Expérimentant l'encadrement des loyers et améliorant l'habitat dans les outre-mer | Sénat : Audrey Bélim (SER) et sénateurs                                                                            | 13 juin 2025         |
| 41           | Fixant le statut du procureur de la République anti-criminalité organisée de loi organique fixant le statut du procureur de la République national anti-criminalité organisée                      | Sénat : Étienne Blanc (REP) et Jérôme Durain (SER)                                                                 | 13 juin 2025         |
| 42           | Visant à faciliter la transformation des bureaux et autres bâtiments en logements | AN : Romain Daubié (DEM) et 77 députés des groupes DEM, EPR, DR, LIOT et HOR                                       | 16 juin 2025         |
| 43           | Visant à renforcer l'autorité de la justice à l'égard des mineurs délinquants et de leurs parents                                                                                                  | AN : Gabriel Attal (EPR) et 89 députés du groupe groupe EPR                                                        | 23 juin 2025         |
| 44           | Visant à améliorer l'accès aux soins par la territorialisation et la formation | AN : Yannick Neuder (DR)                                                                                           | 27 juin 2025         |
| 45           | Sur la profession d'infirmier | AN : Nicole Dubré-Chirat (EPR) et 138 députés des groupes EPR, HOR, SOC, DEM, LIOT, Non-inscrit, DR et GDR         | 27 juin 2025         |
| 46           | Contre toutes les fraudes aux aides publiques | AN : Thomas Cazenave (EPR) et 92 députés du groupe EPR                                                             | 30 juin 2025         |
| 47           | Visant à protéger les personnes engagées dans un projet parental des discriminations au travail | AN : Prisca Thevenot (EPR) et 94 députés des groupes EPR, DEM et HOR                                               | 30 juin 2025         |
| 48           | Visant à mettre en place un registre national des cancers | Sénat : Sonia de La Provôté (UC) et sénateurs                                                                      | 30 juin 2025         |
| 49           | Créant l'homicide routier et visant à lutter contre la violence routière | AN : Anne Brugnera (EPR) et 8 députés des groupes DEM, EPR, HOR, DR, LIOT et SOC                                   | 9 juillet 2025       |
| 50           | Visant à renforcer la sécurité des professionnels de santé | AN : Philippe Pradal (HOR) et 28 députés du groupe HOR                                                             | 9 juillet 2025       |
| 51           | Portant création de l'établissement public du commerce et de l'industrie de la collectivité de Corse                                                                                               | Gouv : Ministre de l’aménagement du territoire et de la décentralisation                                           | 15 juillet 2025      |
| 52           | Relative à la restitution d'un bien culturel à la République de Côte d'Ivoire | Sénat : Laurent Lafon (UC) et sénateurs                                                                            | 16 juillet 2025      |
| 53           | Relative au droit de vote par correspondance des personnes détenues | Sénat : Laure Darcos (LIRT) et sénateurs                                                                           | 18 juillet 2025      |
| 54           | Relative à la lutte contre l'antisémitisme dans l'enseignement supérieur | Sénat : Pierre-Antoine Levi (UC), Bernard Fialaire (RDSE) et sénateurs                                             | 31 juillet 2025      |